# Anton Schäffer
Anton Schäffer (* 17. August 1722 in Düsseldorf; † 6. Januar 1801 in Mannheim) war ein kurpfälzischer Hofmedailleur, Münzgraveur und Münzmeister.

## Leben und Wirken

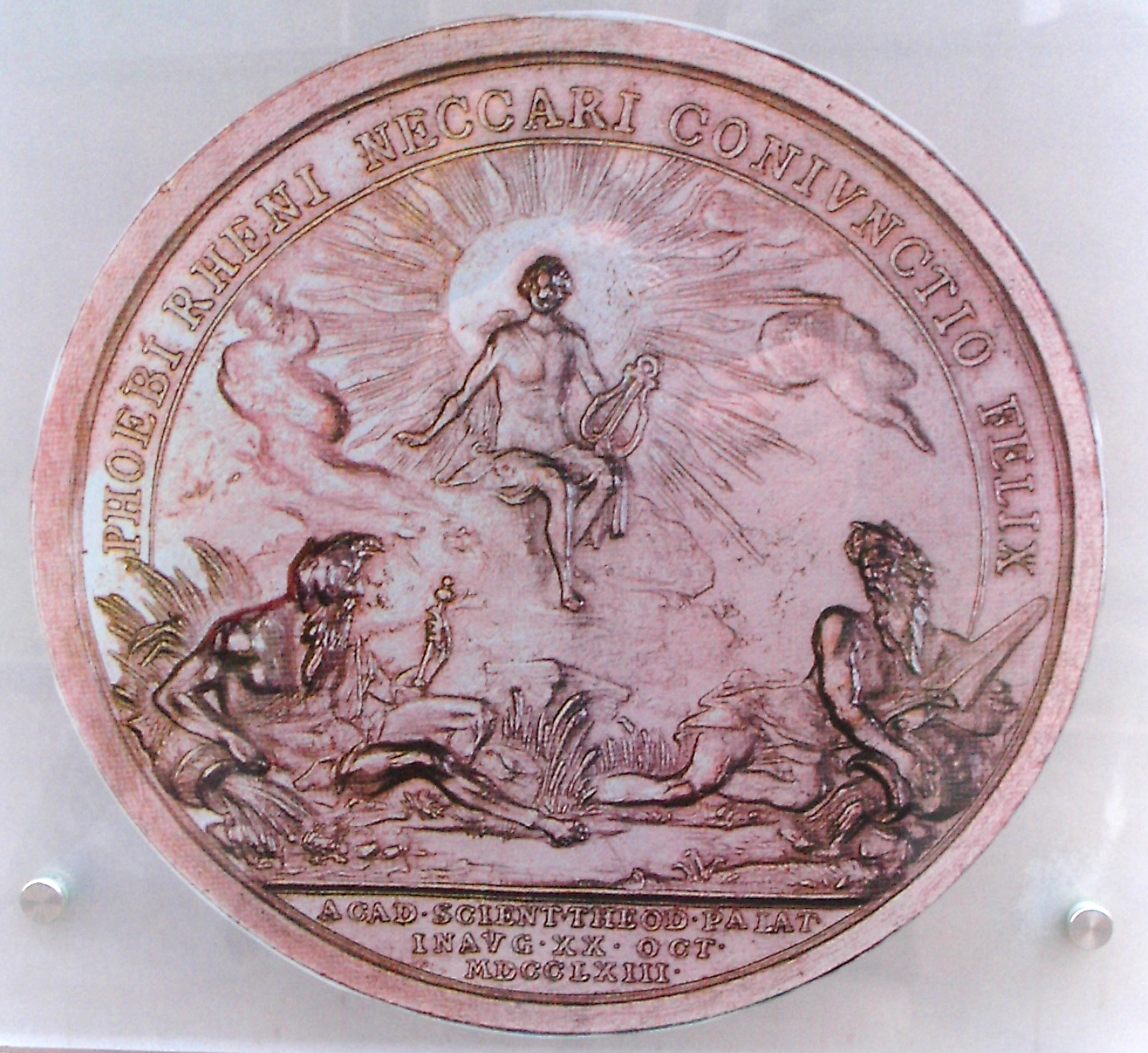
Gedenkmedaille zur Gründung der Kurpfälzischen Akademie der Wissenschaften, 1763

Er war der Sohn des in Kopenhagen geborenen, kurpfälzischen Medailleurs und Münzwardeins Wigand Schäffer (1687–1758). Unter seinem Vater arbeitete er ab 1748 als Münzgraveur in Mannheim, 1766 wurde er Münzrat und bekleidete außerdem das Amt des Münzmeisters. Seit 1770 wirkte Schäffer auch als Lehrer an der Mannheimer Zeichnungsakademie, von 1788 an war er ihr ständiger Sekretär. Anton Schäffer starb 1801 in Mannheim.
Viele kurpfälzische Münzen seiner Zeitepoche wurden von ihm gestaltet. Unter Kurfürst Karl Theodor war er nach seines Vaters Tod der maßgebliche Münzgestalter der Kurpfalz. Seine Werke sind meistens mit der Münz- und Medaillensignatur „AS“ versehen, manchmal auch nur mit „S“. Unter anderem schuf er die kurpfalz-bayerischen Vikariatsmünzen von 1797, aber auch 1760 die Rheingoldmedaille zur Einweihung der Jesuitenkirche Mannheim, 1763 die Medaille zur Gründung der  Kurpfälzischen Akademie der Wissenschaften und 1786 die Medaillen zum 400-jährigen Jubiläum der Universität Heidelberg. Der Kurfürst beauftragte Anton Schäffer 1758 mit der Fertigung einer 30 Rheingoldmedaillen umfassenden Porträtserie der kurpfälzischen Herrscher, beginnend mit Ludwig dem Kelheimer und endend mit Kurfürst Karl Theodor selbst. Die Medaillensets in aufwändigem Lederetui dienten ausschließlich zu persönlichen Geschenkzwecken des Landesherrn. Teilweise noch vom Vater Wigand Schäffer entworfen stellte Anton Schäffer sämtliche Prägestempel dazu her. Die Medaillentexte zur Würdigung des jeweils abgebildeten Herrschers stammen von Johann Daniel Schöpflin.
Schäffler schuf auch die Prägestempel der gefragten und besonders wertvollen Flussgolddukaten für den Kurfürsten Karl Theodors von der Pfalz, die durch die Umschrift SIC FULGENT LITTORA RHENI – „so glänzen die Ufer des Rheins“ erkennbar sind.
Auch andere Herrscher ließen Münzen und Medaillen von Schäffer gestalten. So etwa Kaiser Franz I. Stephan 1764 eine goldene Prunkmedaille zur Erinnerung an sein Treffen mit dem hessischen Landgrafen Ludwig VIII., Fürstäbtissin Franziska Christine von Pfalz-Sulzbach in Essen 1776 eine Silbermedaille zu ihrem 50. Regierungsjubiläum, oder das Bistum Speyer seine Medaille zur Sedisvakanz von 1770.